# Cyphon baloghi
Cyphon baloghi es una especie de coleóptero de la familia Scirtidae.

## Distribución geográfica
Habita en Papúa Nueva Guinea.